# Народний фронт визволення Еритреї
Народний фронт визволення Еритреї (тигринья ህዝባዊ ደሞክራስያዊ ግንባር ኤርትራ, ህደግኤ, араб. الجبهة الشعبية لتحرير إريتريا; НФВЕ) - збройна сепаратистська організація, яка боролася за відокремлення Еритреї від Ефіопії. Сформовано в 1970 році групою лівої інтелігенції, яка відкололася від Фронту визволення Еритреї (ФВЕ).
Переважно християнський НФВЕ і переважно мусульманський ФВЕ спочатку вели боротьбу один з одним в громадянській війні (1972-1979). Марксистський НФВЕ став переважною повстанською силою до 1980 року і продовжив війну за незалежність від Ефіопії. У 1991 році НФВЕ вдалося домогтися звільнення Еритреї, після чого він в 1994 році змінив назву на Народний фронт за демократію і справедливість, ставши єдиною законною правлячою партією Еритреї.

## З'їзди НФВЕ
Перший з'їзд НФВЕ відбувся в січні 1977 року. На з'їзді була офіційно сформульована політика організації, обрані генеральний секретар і заступник генерального секретаря, прийнята програма. Серед цілей програми була лібералізація прав жінок, а також проведення широкої освітньої політики збереження всіх мов Еритреї та підвищення грамотності населення. Також було заявлено, що кордони звільненої еритрейської держави будуть грунтуватися на колоніальних договорах Італії.
На Другому з'їзді відбулося об'єднання НФВЕ і Фронту визволення Еритреї / Центральний провід (Eritrean Liberation Front / Central Leadership) (також іноді званого Центральним командуванням (Central Command, CC)), в зв'язку з чим цей з'їзд отримав назву З'їзду єдності. З'їзд став кульмінацією трьох років переговорів, в результаті чого два провідні збройні угруповання в жовтні 1986 року об'єдналися під єдиним командуванням.
Третій, і останній, з'їзд НФЗЕ відбувся в 1994 році в Асмері. Його роль полягає в перетворенні Народного фронту визволення Еритреї з військової організації в політичний рух. На цьому з'їзді назву організації було змінено на «Народний фронт за демократію і справедливість» (PFDJ).